# Lista planetelor minore: 262001–263000
Aceasta este lista planetelor minore cu numerele 262001–263000.

## 262001–262100
| Denumire | Denumire provizorie | Data descoperirii | Locul descoperirii | Descoperitor(i)     |
| -------- | ------------------- | ----------------- | ------------------ | ------------------- |
| 262001 – | 2006 QB53           | 23 august 2006    | Palomar            | NEAT                |
| 262002 – | 2006 QE57           | 23 august 2006    | Mauna Kea          | D. D. Balam         |
| 262004 – | 2006 QZ60           | 21 august 2006    | Socorro            | LINEAR              |
| 262006 – | 2006 QH73           | 21 august 2006    | Kitt Peak          | Spacewatch          |
| 262022 – | 2006 QO106          | 28 august 2006    | Catalina           | CSS                 |
| 262024 – | 2006 QP110          | 28 august 2006    | Anderson Mesa      | LONEOS              |
| 262025 – | 2006 QH111          | 28 august 2006    | Lulin Observatory  | H.-C. Lin, Q.-z. Ye |
| 262046 – | 2006 QD176          | 22 august 2006    | Cerro Tololo       | M. W. Buie          |
| 262047 – | 2006 QN182          | 28 august 2006    | Apache Point       | A. C. Becker        |

## 262101–262200
| Denumire            | Denumire provizorie | Data descoperirii  | Locul descoperirii | Descoperitor(i) |
| ------------------- | ------------------- | ------------------ | ------------------ | --------------- |
| 262106 Margaretryan | 2006 RU108          | 14 septembrie 2006 | Mauna Kea          | J. Masiero      |
| 262110 –            | 2006 SG             | 16 septembrie 2006 | Cordell-Lorenz     | Cordell-Lorenz  |
| 262169 –            | 2006 SW110          | 20 septembrie 2006 | Haleakala          | NEAT            |

## 262201–262300
| Denumire        | Denumire provizorie | Data descoperirii  | Locul descoperirii | Descoperitor(i)     |
| --------------- | ------------------- | ------------------ | ------------------ | ------------------- |
| 262203 –        | 2006 SC193          | 26 septembrie 2006 | Mount Lemmon       | Mount Lemmon Survey |
| 262238 –        | 2006 SU286          | 22 septembrie 2006 | San Marcello       | San Marcello        |
| 262284 –        | 2006 SA369          | 24 septembrie 2006 | Moletai            | MAO                 |
| 262295 Jeffrich | 2006 SY395          | 17 septembrie 2006 | Mauna Kea          | J. Masiero          |

## 262301–262400
| Denumire | Denumire provizorie | Data descoperirii | Locul descoperirii | Descoperitor(i)     |
| -------- | ------------------- | ----------------- | ------------------ | ------------------- |
| 262302 – | 2006 TY             | 1 octombrie 2006  | Great Shefford     | P. Birtwhistle      |
| 262307 – | 2006 TZ10           | 15 octombrie 2006 | Herrenberg         | Herrenberg          |
| 262344 – | 2006 TM61           | 15 octombrie 2006 | Lulin Observatory  | C.-S. Lin, Q.-z. Ye |
| 262385 – | 2006 UT             | 16 octombrie 2006 | Altschwendt        | W. Ries             |
| 262388 – | 2006 UC4            | 18 octombrie 2006 | Piszkéstető        | K. Sárneczky        |

## 262401–262500
| Denumire         | Denumire provizorie | Data descoperirii | Locul descoperirii | Descoperitor(i) |
| ---------------- | ------------------- | ----------------- | ------------------ | --------------- |
| 262418 Samofalov | 2006 UV61           | 17 octombrie 2006 | Andrushivka        | Andrushivka     |

## 262501–262600
| Denumire       | Denumire provizorie | Data descoperirii | Locul descoperirii | Descoperitor(i)             |
| -------------- | ------------------- | ----------------- | ------------------ | --------------------------- |
| 262536 Nowikow | 2006 UJ349          | 26 octombrie 2006 | Mauna Kea          | P. A. Wiegert, A. Papadimos |
| 262538 –       | 2006 VF             | 1 noiembrie 2006  | 7300 Observatory   | W. K. Y. Yeung              |
| 262587 –       | 2006 VD95           | 15 noiembrie 2006 | Ottmarsheim        | C. Rinner                   |

## 262601–262700
| Denumire | Denumire provizorie | Data descoperirii | Locul descoperirii | Descoperitor(i)  |
| -------- | ------------------- | ----------------- | ------------------ | ---------------- |
| 262621 – | 2006 WG2            | 16 noiembrie 2006 | Needville          | Needville        |
| 262690 – | 2006 WE185          | 27 noiembrie 2006 | Marly              | Observatory Naef |

## 262701–262800
| Denumire | Denumire provizorie | Data descoperirii | Locul descoperirii | Descoperitor(i) |
| -------- | ------------------- | ----------------- | ------------------ | --------------- |
| 262702 – | 2006 XS             | 10 decembrie 2006 | Pla D'Arguines     | R. Ferrando     |
| 262703 – | 2006 XL3            | 12 decembrie 2006 | Marly              | P. Kocher       |
| 262704 – | 2006 XG4            | 14 decembrie 2006 | Wildberg           | R. Apitzsch     |
| 262705 – | 2006 XH4            | 14 decembrie 2006 | Vicques            | M. Ory          |
| 262776 – | 2006 YA12           | 22 decembrie 2006 | Gnosca             | S. Sposetti     |
| 262781 – | 2006 YN14           | 25 decembrie 2006 | Jarnac             | Jarnac          |

## 262801–262900
| Denumire          | Denumire provizorie | Data descoperirii | Locul descoperirii | Descoperitor(i) |
| ----------------- | ------------------- | ----------------- | ------------------ | --------------- |
| 262812 –          | 2007 AG8            | 10 ianuarie 2007  | Nyukasa            | Nyukasa         |
| 262876 Davidlynch | 2007 BL73           | 21 ianuarie 2007  | Nogales            | J.-C. Merlin    |

## 262901–263000
| Denumire | Denumire provizorie | Data descoperirii | Locul descoperirii   | Descoperitor(i) |
| -------- | ------------------- | ----------------- | -------------------- | --------------- |
| 262909 – | 2007 CA51           | 11 februarie 2007 | Cordell-Lorenz       | D. T. Durig     |
| 262914 – | 2007 CW54           | 15 februarie 2007 | Bergisch Gladbach    | W. Bickel       |
| 262959 – | 2007 DN84           | 22 februarie 2007 | Calvin-Rehoboth      | Calvin College  |
| 262972 – | 2007 ER9            | 9 martie 2007     | Vallemare di Borbona | V. S. Casulli   |